# 25685 Katlinhornig
25685 Katlinhornig (tên chỉ định: 2000 AK116) là một tiểu hành tinh vành đai chính. Nó được phát hiện bởi dự án Nghiên cứu tiểu hành tinh gần Trái Đất Lincoln ở Socorro, New Mexico, ngày 5 tháng 1 năm 2000. Nó được đặt theo tên Katlin Jayne Hornig, an American high school student whose behavioral và social sciences project won first place ở the 2009 Giải thưởng Khoa học và Kỹ thuật Intel.